# Frédéric Langrenay
Frédéric Alexandre Émile Langrenay (ur. 24 września 1899 w Rouen, zm. 16 marca 1985 w Paryżu) – francuski lekkoatleta, długodystansowiec.
Podczas igrzysk olimpijskich w Antwerpii (1920) odpadł w eliminacjach na 3000 metrów z przeszkodami. Był zawodnikiem klubu CASG Paryż.